# Diga di Sorgun
La diga di Sorgun è una diga della Turchia. Si trova nel distretto di Aksu nella provincia di Isparta. La zona irrigata si trova vicino a Yılanlı nel distretto di Sütçüler.